# Maras (distrito)
O distrito peruano de Maras  é um dos 7 distritos da Província de Urubamba, situase no Departamento de Cusco, no Peru.

## Transporte
O distrito de Maras é servido pela seguinte rodovia:
- CU-111, que liga o distrito à cidade de Anta
- PE-28F, que liga o distrito de Cachimayo à cidade de Urubamba
- PE-28B, que liga o distrito de Lucre (Cusco) à cidade de Ayna (Ayacucho) [1][2][3]